# Corralitos (Kalifornija)
Corralitos je naseljeno područje za statističke svrhe u američkoj saveznoj državi Kalifornija. Prema popisu stanovništva iz 2010. u njemu je živjelo 2,326 stanovnika.